# Антикости

Остров Антикости (на английски: Anticosti Island; на френски: Île d'Anticosti) е най-големият остров в провинция Квебек. Площта му е 7941 км2, която му отрежда 20-о място сред островите на Канада и 90-о в света. Население 281 души (2006 г.).

## География
Островът се намира в северозападната част на залива Сейнт Лорънс и в най-източната част на естуара на река Сейнт Лорънс. На север протокът Жак Картие (старо название Минган), широк 35 км го отделя от южния бряг на п-ов Лабрадор, а на югозапад, широкия 74 км проток Хонгедо (Гаспе) – от п-ов Гаспе. Антикости се простира в посока от запад-северозапад на изток-югоизток на 217 км, а ширината му се колебае от 16 до 48 км. Крайните точки на острова са следните:
север – 49°57′07″ с. ш. 64°08′59″ з. д. / 49.951944° с. ш. 64.149722° з. д.
юг – 49°03′45″ с. ш. 62°14′41″ з. д. / 49.0625° с. ш. 62.244722° з. д.
изток – 49°08′01″ с. ш. 61°40′10″ з. д. / 49.133611° с. ш. 61.669444° з. д.
запад – 49°51′51″ с. ш. 64°31′27″ з. д. / 49.864167° с. ш. 64.524167° з. д.
Бреговата линия с дължина 554 км е много слабо разчленена, като по цялото крайбрежие има много малко заливи и полуострови. Преобладаващата част от бреговете са стръмни, на места отвесни, които предоставят идеални условия за гнездене на стотици хиляди прелетни птици.
Релефът е предимно равнинен с преобладаваща надморска височина до 100 м. От западния до източния край на острова преминава ниско възвишение с максимална височина от 312 м в централната част, явяващо се вододел на реките, течащи на север в протока Жак Картие и на юг в протока Хонгедо (Гаспе), и залива Сейнт Лорънс. На острова има стотици езера, най-голямо от които е езерото Уикенден (69 ха, 49°33′ с. ш. 63°04′ з. д. / 49.55° с. ш. 63.066667° з. д.), от което изтича река Юпитер (най-голяма на острова), течаща на югозапад и вливаща се протока Гаспе. Освен нея има още множество къси, но пълноводни реки, течащи в дълбоки долини, врязани в ордовишките и силурските скали, изграждащи острова. Поради влажния климат големи части от Антикости са покрити с непроходими през летния сезон блата.
Климатът е влажен, океански, характеризиращ се със сравнително мека зима (средна многогодишна февруарска температура -11,2 °C) и хладно лято (средно многогодишна юлска температура 14,8 °C). Средната годишна температура е 1,9 °C. Валежите са обилни – средна многогодишна норма от 1049 мм, с максимум през септември 121 мм и минимум през февруари 47 мм.
Почти целият остров е покрит с гъсти иглолистни гори (тайга), представени от бял смърч, балсамова ела и черен смърч и по-малко широколистни гори – главно американска бяла бреза. Около 1/3 от острова са торфища, образували се на базата на множеството блата. На острова вирее характерен вид орхидея от семейство Cypripedioideae.
Животинският свят на острова е изключително богат. По бреговете на Антикости се срещат 10 вида морски бозайници, а в горите обитават 14 вида бозайници – червена лисица, речна видра, елен джудже, черна мечка и два вида прилепи. След 1896 г. започва кампания за заселване на нови видове животни, като на острова успешно се адаптират привнесените отвън белоопашат елен, лос, бобър, характерен вид заек и мускусен плъх. От привнесените бозайници най-добро развитие има при белоопашатия елен, като сега на острова обитават около 160 хил. бройки.
Освен бозайници на острова живеят два вида жаби и 221 вида мигриращи птици. Много добри условия представляват стръмните и отвесни брегове за гнезденето на прелетните птици и особено за размножаването на плешивия орел.
Заради своята девствена природа и голямо количество диви животни островът предоставя прекрасни условия за развиването на лова и риболова, като годишно е посещаван от 3 – 4 хил. ловци. Повече от половината (4213 км2) от територията на острова представлява защитени природни зони и провинциални паркове. В централната част на острова през 2001 г. е създаден „Национален парк Антикости“ с площ от 572 км2.
Освен лова и риболова на острова през последните години силно развитие бележи пешеходният туризъм по изградените екопътеки, конната езда, плаването с каяк по пълноводните реки и покрай бреговете на острова.

## История
В продължение на хиляди години островът е посещаван от местното индианско население само за ловуване без да е бил постоянно обитаван.
Около 1420 г. норвежка сага разказва, че в началото на 11 век викингът Торфин Карлсефни достига до остров, около който от двете му страни има силно течение и богат на птици. Норвежците навлизат на запад във „фиорд“ който наричат Страумсфиорд. Предполага се, че „фиордът“ е естуара на река Сейнт Лорънс, а острова с изобилието от птици е Антикости.
Официалното откриване на острова е извършено в края на юли 1534 г. от френския мореплавател Жак Картие, по време на първото му плаване. Той открива южния, източния и северния бряг на острова, а на следващата година, по време на второто си плаване (1535 – 1536), доказва островното му положение, като открива двата протока отделящи го от континента – Минган (сега Жак Картие и Хонгедо (Гаспе). Новооткритият остров Картие кръщава остров Предположение (на френски l'Assomption), тъй като го открива в Деня на Успение на Света Богородица. Местните индианци наричат острова „Naticousti“, а известният френски изследовател на Канада Самюел дьо Шамплен в своите описания го назовава Antiscoti (1612), Antiscoty (1613), Enticosty (1625) и Antycosty (1632), след което островът е включен във френските владения на Канада.
Първите заселници на острова пристигат през 1680 г., когато крал Луи XIV подарява Антикости на френския изследовател Луи Жолие в знак на признателност за откритията му, извършени в Северна Америка. По този начин остров Антикости с площ 1/4 от територията на Белгия става най-големият частен остров в света. Жолие издига на острова крепост и през пролетта на 1681 г. се заселва в нея заедно със съпругата си, четирите си деца и шестима служители. През 1690 г. фортът е завладян и разрушен от английски войски и Жолие и семейството му напускат острова. След смъртта на Жолие през 1700 г. островът е поделен между тримата му сина и семейството запазва собствеността си до 1763 г., когато островът окончателно е завладян от англичаните и става част от Британската империя с договора от Париж, който слага края на Седемгодишната война. Островът е присъединен към колонията Нюфаундленд и остава там до 1774 г., когато е присъединен към Британска Долна Канада. От 1809 до 1825 г. отново е в пределите на колонията Нюфаундленд, след което окончателно влиза в състава на Долна Канада, или както започва да се нарича от 1867 г. провинция Квебек, част от канадската конфедерация. През този близо стогодишен период на острова няма постоянно население, а има само временни работници, занимаващи се с дърводобив.
През 1874 г. островът е купен от дърводобивна компания, която основава първите постоянни селища на острова, а през 1882 г. е основана първата енория. Две години по-късно Антикости става притежание на братя Ктокуел, занимаващи се с дърводобив, но техният монопол продължава едва пет години.
През 1895 г. правителството на провинция Квебек продава острова за 125 хил. долара на френския производител на шоколад Анри Мение (Henri Menier; 1853 – 1913). Той създава модерно селище в най-западната част на острова, кръстено на негово име (Порт Мение, населението на което работи в новопостроената фабрика за пакетиране на риба и омари, дърводобивната промишленост, събирането и преработването на торф и няколкото кариери за добив на строителни материали. Мание внася и развъжда на острова няколко нови видове животни от континенталната част на Канада. По това време населението на острова наброява около 1000 жители.
След смъртта на Мение през 1913 г. брат му Гастон става собственик на острова. Той продължава за известно време традицията на брат си, но постепенно бизнесът му запада и през 1926 продава острова на фирмата Уейгамак (Wayagamack), занимаваща се с производство на целулоза и хартия за 6 млн. долара. Следващите 50 години островът се използва от няколко дърводобивни и дървообработващи фирми, които не инвестират нищо за опазване на околната среда и голяма част от горите на Антикости са унищожени. Няколко от населените места са изоставени.
През 1874 г. правителството на провинция Квебек си връща собствеността на острова, като го закупува от последната дърводобивна фирма за сумата от 23,78 млн. долара и го предоставя в управление на Министерството на отдиха, лова и риболова (Ministère du Loisir de la Chasse et de la Pêche). Запачват се мероприятия за усилено залесяване на унищожените гори, създаването на провинциални паркове и един национален парк (през 2001 г.), контролирано развитие на лова и риболова и туристически дестинации.

## Население, стопанство, транспорт
Към 2006 г. на острова живеят 281 души в единственото постоянно селище Порт Мение. Основният поминък на жителите се състои в поддръжката на 8-те морски фара разположени по крайбрежието на острова, охраната на природните паркове и обслужването на туристите, посещаващи Антикости. Освен Порт Мание на острова има множество временни ваканционни селища, използвани през активния туристически сезон като бази за туристически и ловни маршрути.
Достъпът до острова се осъществява по вода и въздух. От април до средата на януари корабоплавателната компания „Relais Nordik“ два пъти седмично осъществява пасажерски и търговски курсове до пристанището Порт Мение. До селището има изградено модерно летище, което през летния туристически и ловен сезон приема по няколко чартърни полети на ден. Освен това летище в източната част на острова (на северното и на южното крайбрежие) има изградени още две по-малки авиописти, които през активния туристически сезон също приемат малки чартърни самолети.
По цялото протежение на острова от Порт Мание до най-източната точка има прокарано макадамово шосе, от което се отделят множество горски пътища, предоставящи достъп до различни туристически обекти и поддържани в отлично състояние от дърводобивните компании, извършващи контролирана сеч на острова.